# Robert Kirkman
Robert Kirkman (Richmond, 30 de novembro de 1978) é um escritor de história em quadrinhos americano, conhecido por seus trabalhos para os quadrinhos The Walking Dead e Invencível, ambos para a Skybound e a Image Comics, da qual é um dos cinco sócios, sendo o único entre eles que não é co-fundador da empresa.
Ele também colaborou com o co-fundador da Image Comics Todd McFarlane na série Haunt.
Robert Kirkman é criador e produtor executivo da série The Walking Dead, também sendo responsável pela criação de Fear the Walking Dead, ambas da emissora AMC, cujas histórias se passam em um surto apocalíptico de mesmo universo.

## Carreira
Sua primeira história em quadrinhos foi no ano 2000, com a paródia Battle Pope, parceria com o artista Tony Moore, e publicou com o selo Funk-O-Tron. Mais tarde, enquanto lançava uma nova série,Science Dog, Kirkman e o artista Cory Walker foram contratados para fazer a minissérie SuperPatriot para Image Comics. Enquanto trabalhava no livro, Kirkman e E. J. Su criaram a série Tech Jacket, em 2002.